# Souspierre
Souspierre település Franciaországban, Drôme megyében. Lakosainak száma 108 fő (2022. január 1.). Souspierre La Bégude-de-Mazenc, Eyzahut, Le Poët-Laval és Salettes községekkel határos.

## Népesség
A település népessége az elmúlt években az alábbi módon változott:
| Lakosok száma | 71   | 84   | 99   | 102  | 100  | 97   | 97   | 103  | 107  | 108  |
|               | 1968 | 1982 | 1990 | 2006 | 2013 | 2015 | 2017 | 2019 | 2020 | 2022 |